# Frans Kjellman
Frans Reinhold Kjellman, född 4 november 1846 på Bromö vid Torsö, död 22 april 1907 i Uppsala, var en svensk botaniker och upptäcktsresande. Kjellman deltog i Vegaexpeditionen åren 1878–1880.
Frans Kjellman var son till bruksägaren Johan Kjellman och Lovisa Creutzer. Senare valde Kjellman att studera och 1868 började han vid Uppsala universitet där han blev filosofie doktor 1872. Senare samma år utnämndes han till docent. Åren 1871–1878 var han amanuens vid universitetets botaniska trädgård.
Kjellman genomförde flera forskningsresor i Sverige till öst- och västkusten samt flera resor utomlands till Spetsbergen 1872–1873, Novaja Zemlja och Sibirien 1875 och till Finnmarken 1876. Han värvades av Adolf Erik Nordenskiöld för att delta som botaniker på Vegaexpeditionen. Under resan skrev han dagboksanteckningar för Stockholms Dagblad. Efter expeditionen erhöll Kjellman flera utmärkelser för sina vetenskapliga studier kring havsalger som han senare publicerade i Vega-expeditionens vetenskapliga iakttagelser.
Kjellman fortsatte att studera alger och publicerade en rad avhandlingar i ämnet, däribland Japans hafsalger (1885-1897), Monografier öfver algsläktet Acrosiphonia och dess skandinaviska arter (1893) och Galaxaura (1900) samt Handbok i Skandinaviens hafsalgflora (1890).
År 1883 utnämndes han först till extra ordinarie professor och 1899 till ordinarie professor i botanik i Uppsala. Han blev ledamot av Kungliga Vetenskapsakademien 1882. År 1884 gifte han sig med Hildur Evelina Trotzig och paret fick sonen Hilding Kjellman och dottern Kerstin Evelina Kjellman, gift Gilljam.